# Alicia Amatriain

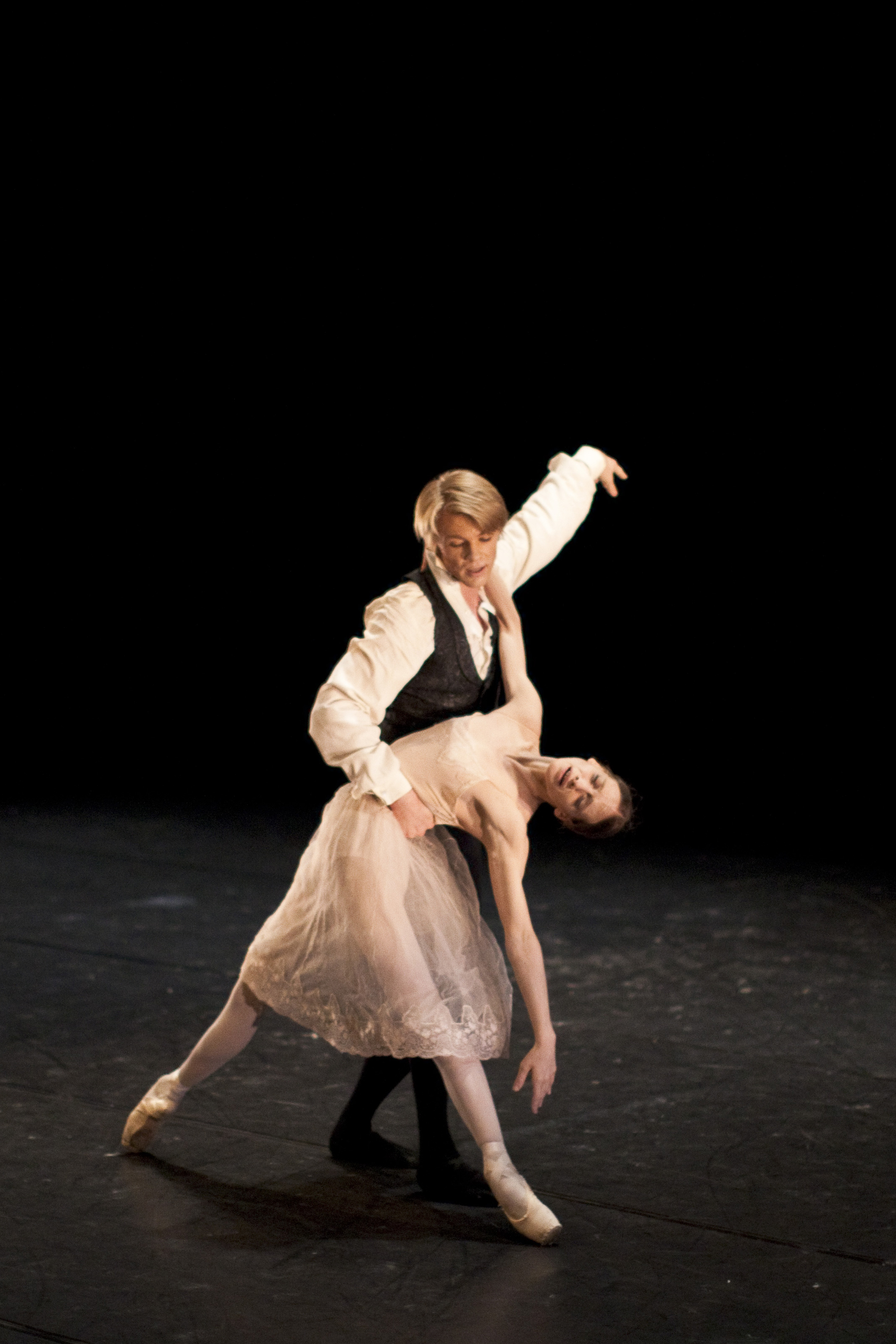
Alicia Amatriain und Marijn Rademake in Die Kameliendame

Alicia Amatriain (* 1980 in San Sebastián) ist eine spanische Ballerina. Sie war Erste Solistin am Stuttgarter Ballett, bevor sie sich 2022 öffentlich verabschiedete.

## Leben
Amatriain stammt aus San Sebastián, Spanien. Ballett erlernte sie dort und trainierte später an der John Cranko Schule in Stuttgart. Ihren Abschluss machte sie 1998 und stieß zum Stuttgarter Ballett als Auszubildende. Bereits ein Jahr später gehörte sie zum festen Ensemble. 2002 wurde sie Erste Solistin. Im Jahr 2015 wurde Amatriain als Kammertänzerin ausgezeichnet, der höchsten Ehre für eine Tänzerin in Deutschland. Ein Jahr darauf, 2016, gewann sie den Prix Benois de la Danse für ihre Darbietung in A Streetcar Named Desire und Die Geschichte vom Soldaten. Amatriain hatte ebenso Gastauftritte in Russland, Frankreich, Kuba und Argentinien. Sie erschien ebenso in der Gala Roberto Bolle and Friends.
Amatriain tanzte in vielen Werken von John Cranko, so zum Beispiel as Tatjana in Onegin, Odette/Odile im Schwanensee und Julia in Romeo und Julia. Sie tanzte ebenso in Werken von John Neumeier, William Forsythe und Hans van Manen. Sie erschuf Rollen für viele Choreographen, so auch die Hauptrolle in Lulu von Christian Spuck.
Im April 2022 verkündete Amatriain ihren Rückzug in den Ruhestand aufgrund einer Verletzung an der Hüfte.

## Ausgewähltes Repertoire
- Ein Sommernachtstraum: Hermia
- A Streetcar named Desire: Blanche du Bois
- Afternoon of a Faun
- Apollo: Terpsichore
- Boléro: Die Melodie
- Dances at a Gathering: Role in Pink und Role in Mauve
- Don Quijote (Ballett): Kitri
- Le Grand Pas de deux
- Giselle: Giselle
- La Sylphide: Waldfee
- Lady of the Camellias: Marguerite Gautier, Manon, Olympia
- Le sacre du printemps: Pas de deux
- Mayerling: Countess Marie Larisch
- Onegin: Tatjana
- Romeo und Julia: Julia
- Serenade
- The Sleeping Beauty: Aurora
- Song of the Earth: weibliche Hauptrolle
- Schwanensee: Odette/Odile
- Symphonie in C: 1. und 2.
- Themen und Variationen

### Erstellte Rollen
- A.Memory: Solistin
- Arcadia
- Aus Ihrer Zeit
- Dark Glow
- Das Fräulein von S.: Diamant
- Deux
- Don Quijote (Maximiliano Guerra): Dulcinea
- Dummy Run
- E=mc²
- EDEN / EDEN
- Egurra
- Fanfare LX
- Goecke am Kammertheater: Der Nussknacker: Fee
- Hamlet: Ophelia
- Hikarizatto: Solistin

- Il Concertone
- Krabat: Worschula
- Lulu. A Monstre Tragedy: Hauptrolle
- Miniatures
- Mono Lisa
- Nautilus
- Nightlight
- nocturne
- Orlando: Königin Elizabeth die Erste
- Orphée et Euridice: Solistin
- RED in 3.
- Salome: Der Mond
- Songs
- still.nest
- Take Your Pleasure Seriously
- The Dying Swan (Renato Arismendi after Mikhail Fokine)
- The Shaking Tent
- Die Geschichte vom Soldaten: der Teufel
- Yantra

## Ehrungen und Auszeichnungen
- 2006: Deutscher Tanzpreis Zukunft in der Kategorie Tanz[9]
- 2006: Premio Revelacion[9]
- 2008: Premio Danza & Danza des italienischen Journals Danza & Danza[9]
- 2015: Kammertänzerin[10]
- 2015: Der Faust, Darstellerin Tanz für den Teufel in Demis Volpis "Die Geschichte vom Soldaten"[10]
- 2016: Prix Benois de la Danse[3]
- 2022: Birgit Keil Preis[11]

## Privatleben
Amatriains Lebenspartner ist Solist Alexander McGowan, ebenfalls vom Stuttgarter Ballett. 2019 verkündete das Stuttgarter Ballett, dass das Paar ihr erstes Kind erwarte. Aus diesen Gründen nahm Amatriain nicht an der Taiwantour desselben Jahres teil. Im März 2020 verkündete Amatriain schließlich die Geburt ihrer Tochter.